# Nicolas Vallar
Nicolas Vallar, de son nom d'état civil Hiro Nicolas Vallar (né le 22 octobre 1983 à Papeete à Tahiti), est un footballeur français tahitien qui évolue au poste de défenseur.
Formé au Montpellier HSC, il évolue ensuite notamment au FC Sète. Il joue actuellement pour le club polynésien de l'AS Dragon à Papeete.
Avec la sélection tahitienne, il remporte la Coupe d'Océanie 2012.

## Biographie
Nicolas Vallar rejoint la métropole à l'âge de 16 ans et intègre le centre de formation du SCO Angers. En février 2001, il dispute, avec l'équipe de Tahiti des moins de 20 ans, les éliminatoires de la confédération de l'Océanie pour la Coupe du monde des moins de 20 ans 2001. Les jeunes tahitiens terminent troisième de leur groupe et sont éliminés de la compétition, Nicolas Vallar inscrit un but lors de la dernière rencontre face à la Nouvelle-Calédonie. En juin 2001, il intègre le centre de formation du Montpellier HSC. Il dispute 10 rencontres de CFA et inscrit un but avec l'équipe réserve. La saison suivante, il devient titulaire en réserve et joue 26 matchs pour 1 but inscrit.
Non conservé au terme de son contrat stagiaire par le club montpelliérain, il s'engage avec le FC Sète qui évolue en National. Titulaire dans l'axe de la défense, le club retrouve la Ligue 2 en fin de saison 2004-2005. En Ligue 2, il ne dispute que sept rencontres de championnat et, en fin de saison, s'engage avec le FC Penafiel, club division 2 portugaise. Non utilisé en équipe première par le club portugais, il rentre en France et, après un essai non concluant à l'AS Beauvais, il rejoint les rangs amateurs en évoluant de janvier à juillet 2008 avec l'AS Excelsior en championnat de La Réunion puis au FC Montceau-les-Mines pendant une saison et enfin au Club Sportif Neuvillois.
Nicolas Vallar retourne à Tahiti en 2011 et s'engage avec l'AS Dragon. Pour sa première saison au club, il remporte le championnat. Le sélectionneur Eddy Etaeta l'appelle alors en équipe nationale et fait de lui le capitaine de l’équipe. Pour le sélectionneur, Nicolas Vallar est « ce qui nous manquait en équipe nationale. Sa présence rassure beaucoup la défense. Ce qui est remarquable, c'est qu'il fait tout ça proprement ». Avec la sélection, il remporte, en juin 2012, la Coupe d'Océanie 2012 et, il est, de plus, élu meilleur joueur du tournoi.

## Palmarès
Nicolas Vallar remporte avec la sélection tahitienne la Coupe d'Océanie 2012 dont il est élu le meilleur joueur du tournoi.
Avec l'AS Dragon, il gagne, en 2012, le championnat de Polynésie française.